# 国際主義
国際主義（こくさいしゅぎ、英: internationalism）
1. マルクス主義や無政府主義の概念の中で、世界各国の労働者階級が国際的な連帯・団結を強めようとする政治思想。本稿で詳述する。
2. 国際問題の解決において、他の国家・国際機関との協調行動や対話を重視する外交思想・外交政策。国際協調主義などとも称され、覇権主義・孤立主義・単独行動主義などと対置される。
3. 主権国家間の協調・協力、あるいは国家統合などを通じて、全世界（および諸国家）の政治・経済的発展を実現しようとする政治思想・政治運動。

国際主義（こくさいしゅぎ）とは、マルクス主義や無政府主義における世界各国の労働者階級の統一を目指し、国際的な連帯・団結を強めようとする政治思想。「プロレタリア国際主義」ともいう。

## 概要
国際主義は労働運動から発生した一つの立場であり、主にマルクス主義者と無政府主義者の活動や議論によってその理論が立てられたのである。19世紀末において、共産主義者や無政府主義者が提唱しはじめ、特に「万国のプロレタリア、団結せよ！」という1848年に出版された共産党宣言の結語が国際主義の道を開いたとみなされている。革命歌『インターナショナル』の詩は国際主義を強調しており、共産主義者にとってこの曲は特別の意味合いを持つ。

## 歴史
ナショナリズムや帝国主義の原因となったそれぞれの国家の対立の停止をめざし、国際連帯に基づいた世界のプロレタリア階級（労働者からルンペンプロレタリアートを除いた階層）の統一化を実現しようとする思想であるが、その意味で国際主義は「愛国心」や「ナショナリズム」に強く対立する。
第一インターナショナルといった国際組織がロンドンで1868年に会議を行い、ヨーロッパの労働者が集まる契機となり、そのときに国際連帯への方針として国際主義という概念が採用された。同時に資本主義国家の間の対立による帝国主義戦争の廃止のために、平和主義の強化が提唱された。世界の国家の国境の廃止が組織の一つの大事な方針となり、社会主義の歴史における大事な時期となった。
フランスの労働運動史において、第一次世界大戦が勃発するちょうど前に一つの陣営（社会民主主義者）が国際主義を守らずに戦争を支持し、そのほかの陣営（共産主義者）は反帝国主義戦争の方針を守ったので、結果として1914年の会議で社会主義運動が二つに分裂した。共産主義者のレーニンらは、帝国主義戦争に対して超然的な非協力の立場たることにとどまらず、積極的に自国を敗戦に導いて革命の機会とする革命的祖国敗北主義まで踏み込み、その結果としてロシア革命を成功させている。一方で、ロシアに遅れて敗戦に至ったドイツなどでは、レーニンらの期待したプロレタリア革命は成功しなかった。
日本においては、1906年の幸徳秋水帰国前後に日本の無政府主義者と共産主義者によって、社会主義思想が日本に輸入された際に、同時に国際主義思想も輸入された。その頃の社会主義宣言の平民新聞にも、資本家に反対する国際連帯や国際主義が唱えられていた。

## 思想
パリ・コミューンという革命的労働運動によって、国際主義的思想が練られたが共産主義者・社会主義者・無政府主義者・労働組合の活動家などがその過程に関して大きな役割を果たしたとみなされている。
国際主義者が「社会階級・国家・搾取のない世界」を目指し、それを実現するために、国籍を問わずすべての労働者を組織し、各国の国境に止まらず、国際革命を目的とする。「敵階級」であるところの資本家（企業のオーナーや株主など、マルクス主義の観点における労働者への搾取を行う者たち）を打倒し、社会主義を建設するためには、国際的に団結・協力しなければならない（「万国の労働者団結せよ」）と共産主義者は主張する。
無政府主義者と共産主義者の主張する「国際主義」の異なる点は、その国境の廃止のプロセスにある。共産党宣言には「プロレタリアはまず政権を握らねばならぬ、国民的階級たる地位に登らねばならぬ、自己を国民として結成せねばならぬ。であるから、その意味において、ブルジョアジーの意味とは全く違うが、やはり国民的である」とあるように共産主義者は革命後直ちに国境の廃止を主張しない。一方で、無政府主義者はその「国家」が独裁にすぎないと批判し、それに従って革命以降すぐに国境の廃止を行う方針である。
国際主義の概念を立てようとした理論家はカール・マルクス、フリードリヒ・エンゲルス、ミハイル・バクーニン、ピエール・ジョセフ・プルードン、ローザ・ルクセンブルク、レフ・トロツキー、ダニエル・ゲランなどと述べられる。